# Grand Prix (ginnastica ritmica)
Il circuito Grand Prix di Ginnastica ritmica è una competizione annuale di tornei di ginnastica ritmica aperta a ginnaste di tutto il mondo. Il circuito consiste in una serie di tappe in diversi paesi europei in cui si riuniscono spesso alcune delle migliori ginnaste del mondo. Ogni tappa del Grand Prix si svolge come una competizione di qualificazione a tutto tondo, seguita da quattro finali di attrezzi con cerchio, palla, clavette e nastro. L'evento finale del circuito è comunemente indicato come Finale del Grand Prix. L'attenzione in ogni tappa è rivolta sulle prestazioni individuali, anche se dal 1995 anche le squadre sono state autorizzate a parteciparvi. Il circuito del Grand Prix non deve essere confuso con la serie Coppa del Mondo di ginnastica ritmica, che è una competizione ufficialmente organizzata dalla Federazione Internazionale di Ginnastica (FIG), mentre il Grand Prix non è né organizzato né promosso dalla FIG ma riconosciuto.

## Storia
Il circuito Grand Prix è stato istituito nel 1994. L'allora vicepresidente della Federazione Internazionale di Ginnastica, Hans-Jürgen Zacharias, e Robert Baur, hanno avuto l'idea di una serie di eventi tenuti in diverse città del mondo con le regole sono state redatte nel corso di numerosi incontri con la Unione Europea di Ginnastica (UEG). L'obiettivo era quello di riunire l'élite della ginnastica ritmica internazionale, così come le stelle nascenti. Le nazioni che hanno ospitato le tappe del Grand Prix includono Austria, Bielorussia, Belgio, Bulgaria, Repubblica Ceca, Estonia, Francia, Germania, Israele, Paesi Bassi, Slovacchia, Slovenia, Spagna, Russia e Ucraina.

## Circuito del Grand Prix
Ogni anno si svolgono un numero di tappe che vanno da un minimo di tre a un massimo di dieci, in diversi paesi europei. Le ginnaste individuali si esibiscono in una competizione a tutto tondo che serve anche come qualificazione per le finali degli attrezzi. Nelle prime edizioni del Gran Premio veniva organizzata anche una finale separata. L'evento di chiusura del circuito è comunemente indicato come Finale del Grand Prix. Fino al 2005, le ginnaste guadagnavano punti in ogni fase e solo le ginnaste con il punteggio più alto potevano competere nella finale del Grand Prix.

### Eventi
| Anno | Tappe | Finale del Grand Prix    | Luogo      |
| ---- | ----- | ------------------------ | ---------- |
| 1994 | 4     | Vienna Grand Prix        | Vienna     |
| 1995 | 4     | Alfred Vogel Grand Prix  | Deventer   |
| 1996 | 5     | Vienna Grand Prix        | Vienna     |
| 1997 | 6     | Alfred Vogel Grand Prix  | Deventer   |
| 1998 | 6     | Grand Prix Linz          | Linz       |
| 1999 | 7     | Grand Prix Korneuburg    | Korneuburg |
| 2000 | 5     | Alfred Vogel Grand Prix  | Deventer   |
| 2001 | 6     | Alfred Vogel Grand Prix  | Deventer   |
| 2002 | 8     | Grand Prix Innsbruck     | Innsbruck  |
| 2003 | 9     | Grand Prix Innsbruck     | Innsbruck  |
| 2004 | 7     | Alfred Vogel Grand Prix  | Deventer   |
| 2005 | 8     | Berlin Masters           | Berlino    |
| 2006 | 9     | Berlin Masters           | Berlino    |
| 2007 | 10    | Grand Prix Innsbruck     | Innsbruck  |
| 2008 | 8     | Grand Prix Slovakia      | Bratislava |
| 2009 | 8     | Berlin Masters           | Berlino    |
| 2010 | 8     | Berlin Masters           | Berlino    |
| 2011 | 5     | Brno Grand Prix          | Brno       |
| 2012 | 5     | Brno Grand Prix          | Brno       |
| 2013 | 5     | Berlin Masters           | Berlino    |
| 2014 | 6     | Grand Prix Innsbruck     | Innsbruck  |
| 2015 | 5     | Brno Grand Prix          | Brno       |
| 2016 | 5     | Grand Prix Eilat         | Eilat      |
| 2017 | 7     | Grand Prix Eilat         | Eilat      |
| 2018 | 6     | Grand Prix Marbella      | Marbella   |
| 2019 | 6     | Brno Grand Prix          | Brno       |
| 2020 | 4     | Deriugina Grand Prix     | Kiev       |
| 2021 | 3     | Grand Prix Marbella      | Marbella   |
| 2022 | 4     | Grand Prix Brno Tart Cup | Brno       |
| 2023 | 4     | Grand Prix Brno Tart Cup | Brno       |

## Eventi con squadre
La nazione che organizza un evento Grand Prix può anche decidere di organizzare un evento extra dedicato ai gruppi nella stessa sede. Nelle prime edizioni le gare di gruppo venivano organizzate come eventi paralleli (solitamente sotto forma di tornei internazionali) che si intrecciavano con le esibizioni individuali durante le gare del Grand Prix. Nel 2003 si è tenuto a Sofia, in Bulgaria, un evento ufficiale del Grand Prix riservato ai gruppi. Dal 2016, le nazioni ospitanti possono decidere di organizzare anche una competizione dedicata ai gruppi. Le nazioni che hanno ottenuto almeno una medaglia a livello senior, nei tornei internazionali o nelle fasi ufficiali del Grand Prix, dal 1995, sono le seguenti:
- Azerbaigian
- Bielorussia
- Brasile
- Bulgaria
- Canada
- Cina
- Egitto
- Estonia
- Finlandia
- Francia
- Georgia
- Germania
- Grecia
- Ungheria
- Israele
- Italia
- Giappone
- Lettonia
- Lituania
- Moldavia
- Paesi Bassi
- Norvegia
- Polonia
- Portogallo
- Russia
- Spagna
- Svezia
- Svizzera
- Turchia
- Ucraina
- Stati Uniti
- Uzbekistan